# Espoo (stacja kolejowa)
Espoo – stacja kolejowa w Espoo, w Finlandii. Stacja została otwarta w 1903 i rozbudowana w latach 1909, 1955 oraz 2009–2010. Obecnie obsługuje około 6,8 tys. pasażerów dziennie.